# Maciej Migas
Maciej Migas (ur. 14 maja 1976 w Szprotawie) – polski reżyser i scenarzysta.

## Życiorys
Ukończył studia na Wydziale Dziennikarstwa na Uniwersytecie Wrocławskim, a także na Wydziale Reżyserii w PWSFTviT w Łodzi (2006).

## Jako reżyser[1]
- Plebania (2000)

- Rodzinna firma (2002), etiuda szkolna
- Prawdziwe show (2002), etiuda szkolna
- Wielki bieg (2004), etiuda szkolna
- Koniec bajki (2004)
- Syberyjski przewodnik (2005)
- Oda do radości (2005)
- Królowie śródmieścia (2006)
- Dwie strony medalu (2006)
- Londyńczycy (2008)
- 1920. Wojna i miłość (2011)
- Prawo Agaty (2012-2015), 71 odcinków
- Wszystko przed nami (2012)
- Singielka (2015)
- Żyć nie umierać (2015)
- Leśniczówka (2018)
- Ślad (2018)
- Drogi wolności (2018)
- 39 i pół tygodnia (2019), 5 odcinków
- Bracia (2021)
- Tatuśkowie (2021), 7 odcinków

## Jako scenarzysta
- Rodzinna firma (2002), etiuda szkolna
- Wielki bieg (2004), etiuda szkolna
- Oda do radości (2005)